# Assise
Aquest article es refereix a un terme usat en l'estratigrafia. Per altres usos, vegeu Assise (desambigüació).
Un assise (del francès, provenint del llatí assidere, "reposar al costat") és un terme geològic per a dues o més capes o estrats de roca units per l'aparició dels mateixos gèneres o espècies.